# Мунганга, Нельсон
Нельсон Омба Мунганга (англ. Nelson Omba Munganga; 27 марта 1993, Киншаса, Заир) — конголезский футболист, полузащитник танзанийского клуба «Табора Юнайтед». Выступал за сборную ДР Конго.

## Карьера

### Клубная карьера
Мунганга начал выступать в чемпионате ДР Конго в 2013 году в клубе «Вита», в составе которого Нельсон дошёл до финала Лиги чемпионов КАФ 2014. Нельсон принял участие в обоих финальных матчах против «ЕС Сетиф».
По итогам сезона 2014/15 полузащитник стал чемпионом ДР Конго.

### Карьера в сборной
Нельсон 6 сентября 2014 года дебютировал в составе сборной ДР Конго во встрече отборочного турнира Кубка африканских наций со сборной Камеруна.
9 января 2015 года Мунганга был включён в заявку конголезцев на Кубок африканских наций 2015. В Экваториальной Гвинее полузащитник принял участие в одном матче группового этапа и четвертьфинальной встрече со сборной Республики Конго. По итогам турнира сборная ДР Конго заняла третье место.

## Достижения
Вита
- Чемпион ДР Конго (1): 2014/15